# 이봉성
이봉성(李鳳成, 1915년 ~ 1998년 2월 2일)은 제23대 대한민국의 법무부 장관을 역임한 법조인이다.

## 생애
1915년 충청북도 옥천군에서 태어나 청산초등학교 (충북)와 1934년 경성 제1고등보통학교를 졸업하고 경성법학전문학교를 졸업한 1938년에 대구지방법원 서기에 임용되었다. 해방 이후인 1945년 12월 대전지방검찰청 검사에 임용되었다. 바둑 1급 실력이며 부인 최계철과 아들 이택근(상은카드관리 상무 역임), 이호근(제일은행 상임이사 역임), 이성근(동아대 교수 역임) 등 4남 2녀가 있다. 둘째 사위가 최환이고 최환의 아들이 제37회 사법시험에서 합격한 최용훈 검사다.
대구지방검찰청 차장검사로 있던 1958년 3월 30일에 전임직인 공보직이 생기면서 공보 검사를 겸임하였다.
대검찰청 차장검사로 있던 1971년 5월 5일에 대한민국 제7대 대통령 선거 울산지구 개표 조작 사건을 수사 중인 부산지방검찰청에 대해 "권동수 울산시장을 포함하여 관련 공무원을 모두 구속하라"고 지시했다.
해방되던 해에 평검사로 출발하여 25년여만에 검찰총장에 임명되어 "소신있게 일을 하겠다"고 하면서 취임하여 대검찰청 특별수사부를 통해 비위 검사에 대해 과감한 숙정작업을 벌였다.
1973년 12월 3일 제23대 대한민국의 법무부 장관에 임명되었으나 1974년 박정희 대통령 저격 미수 사건이 발생하여 책임론으로 1974년 9월 17일에 경질되었다.

## 경력
- 1938년 대구지방법원 서기
- 1940년 대구지방법원 상주지청 서기 겸 통역생
- 1945년 12월 대전지방검찰청 검사
- 1950년 대구지방검찰청 부장검사
- 1954년 전주지방검찰청 차장검사
- 1957년 대구지방검찰청 차장검사
- 1960년 서울지방검찰청 차장검사
- 1960년 9월 24일 ~ 1961년 7월 7일 제11대 춘천지방검찰청 검사장
- 1961년 7월 8일 ~ 1962년 4월 10일 제12대 대구지방검찰청 검사장
- 1962년 ~ 1964년 10월 16일 법무부 교정국장
- 1964년10월 17일 ~ 1968년 5월 31일 제14대 서울지방검찰청 검사장
- 1968년 5월 25일 ~ 1971년 6월 5일 대검찰청 차장검사
- 1971년 6월 5일 ~ 1973년 12월 2일 제12대 대한민국의 검찰총장
- 1973년 12월 3일 ~ 1974년 9월 17일 제23대 대한민국의 법무부 장관
- 1977년 공증인(서울)
- 1987년 변호사 개업 제일합동법률사무소(서울)

## 수훈
- 1960년 홍조근정훈장
- 1963년 홍조근정훈장
- 1970년 홍조근정훈장